# Idioma minoico

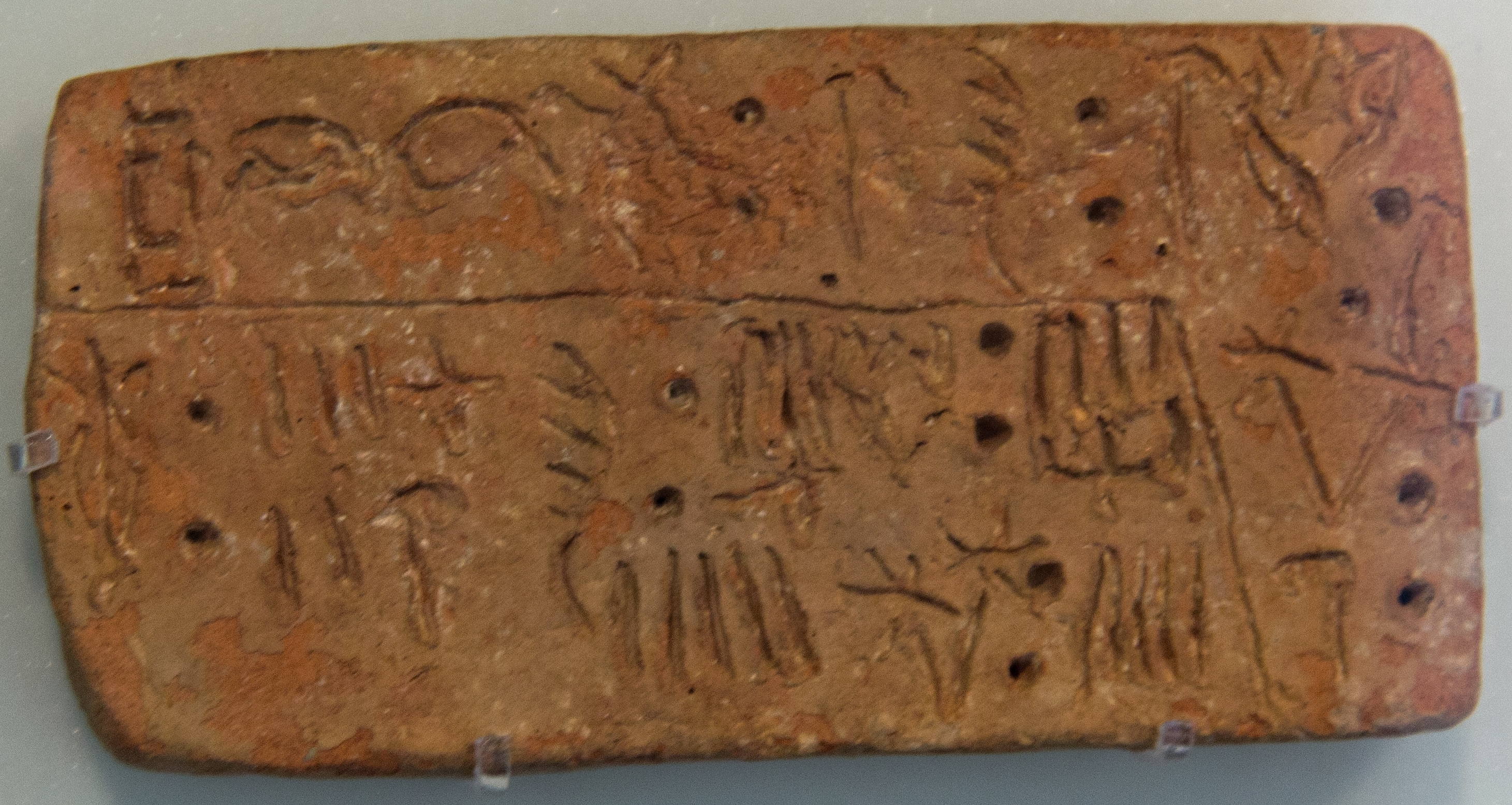
Una de las inscripciones en lineal A.

El idioma minoico es la lengua que se hablaba en Creta en la Edad del Bronce aproximadamente entre el 2500 y el 1450 a. C., cuando floreció la civilización minoica, y que fue registrada en los sistemas de escritura silábicos conocidos como jeroglífico cretense y lineal A. Por otra parte, también existe la posibilidad de que ambos sistemas de escritura hayan registrado no una sino diferentes lenguas.
Sin embargo, ni el jeroglífico cretense ni el lineal A han podido, hasta el momento, descifrarse, salvo unas pocas palabras del lineal A cuyo significado se ha deducido por la comparación con el lineal B (sistema de escritura de la civilización micénica). Por otra parte, dado que muchos signos de lineal A son compartidos con el lineal B, se han usado los valores fonológicos de esos signos iguales para leer parte de los textos, aunque no se conozca su significado y un sector de los estudiosos dude de la validez de aplicar ese método para la lectura de los textos. 
Hasta el momento diferentes investigadores han probado a tratar de relacionarlo con diferentes idiomas conocidos, entre ellos con algunas lenguas indoeuropeas y otras semíticas, sin que se hayan obtenido resultados concluyentes. 
También se ha puesto en relación con el idioma eteocretense cuyo uso está testimoniado en unos pocos documentos hallados en el este de Creta que pertenecen a periodos comprendidos entre los siglos VII y III a. C.  